# 日本文化協会
日本文化協会（にほんぶんかきょうかい）は、昭和前期の日本の文化団体、財団法人。国民精神文化研究所協力機関。1934年2月11日設立、戦後、GHQの命令によって解散。

## 概略
- 初代理事長粟屋謙（文部次官）、常務理事、松谷元三、伊東延吉（文部省思想局長）、岡田恒輔（文部省思想局調査課長）、藤澤親雄（国民精神文化研究所嘱託）以上発足時。翌年、常務理事は二名増員となり、関屋龍吉（国民精神文化研究所長）、山本勝市（研究部指導科主任）が加わる[3]。
- 文部省主導で編成され、「研究部」「調査部」「総務部」「思想部」「出版部」からなる。研究部は五つの部会（日本精神研究、教育学研究、法律学研究、経済学研究、芸術研究）で構成され、年度ごとの研究生の採用は五名｡各部会の指導者には、紀平正美、吉田熊次、山本勝市[3]。出版部は「日本文化」奥付に理事・原子廣輾が編集人とある。
- 実業家の松谷元三が資金を出して、各大学から、文学、武道、神道、仏教、国学、日本思想、歴史、建築[1]に関する研究生を集め、月々研究費を支給、一週間に一度、月曜日夜に研究会に参加して研究発表する機会を与え、自由に議論をさせる会であったという[4]。
- 監督官庁は文部省[3]。文部省の外郭団体・国民精神文化研究所の協力機関として日比谷公園の市政会館に事務局があった。文部省教学局の設置によって「日本文化」が当初は月2冊、昭和14年からは月1冊の刊行となった。主な執筆者は、飯島忠夫、伊藤忠太、宇野円空、折口信夫、金子大栄、紀平正美、河野省三、椎尾弁匡、鈴木大拙、武田祐吉、次田潤、久松潜一、山田孝雄。
- 研究生の萩谷朴の回想によれば「大正時代に松谷天一坊と異名をとった稀代の相場師が、事件を起こして拘置された時、原子さんという本願寺派僧侶の教戒師に奨められ、私財を投じて設立した社会教育を目的とする財団法人」という[5]。松谷天一坊は本名・松谷元三郎、原子さんは原子廣輾。原子は「日本文化」編集人を務めた。
- 思想部は思想犯の教学を目的として設置され[3]、治安維持法で逮捕された活動家達、村山藤四郎、丹慶与四造、その他多くの人びとがこの協会に勤めながら再起の道を歩んだという[6]。
- 研究生だった角川源義は、戦後、父から貰った金で、この協会のような研究所を作ろうと柳田国男に相談したところ、「その金はいつかなくなってしまうではないか。いつかなくなる金を当てにして誰が研究できるか」と言われ、その時はっきりと「出版」事業を選ぼうと決心したという[7]。

## 刊行物
- 日本文化 第1冊（昭和12年7月）- 第97冊（昭和19年12月）クレス出版から主要論文を選んで復刻されている。
- 日本文化協会事業概要 昭和17年度（昭和18年）

## 文芸賞
- 第1回 昭和14年/1939年度 受賞作 真山青果「元禄忠臣蔵」

## 関係人物
- 紀平正美（顧問[5]・学習院教授・国民精神文化研究所員・哲学）
- 久松潜一（顧問、東京帝国大学名誉教授、国文学）
- 折口信夫（専門委員、民俗学）
- 武田祐吉（専門委員、国文学）
- 山田孝雄（専門委員、国語学）
- 石津照璽（専門委員、東京帝国大学助手、東北大学学長、日本史）

- 相原良一（研究生、東京水産大学名誉教授、大東文化大学法学部教授・憲法学）
- 岩崎喜一（第1期研究生、国立教育研究所長、教育学、ペスタロッチ研究）
- 角川源義（第6期研究生、角川書店創業者、国文学）
- 唐沢富太郎（第2期研究生、東京教育大学名誉教授、日本教育史）
- 棚橋襄爾（第5期研究生、京都大学東南アジアセンター助教授、文化人類学(1910-1964)）
- 芳賀幸四郎（第5期研究生、東京教育大学名誉教授、大東文化大学文学部教授、東山文化）
- 萩谷朴（第5期研究生、大東文化大学文学部名誉教授、国文学）
- 平塚益徳（第1期研究生、九州大学名誉教授、教育学）
- 堀一郎（第4期研究生、東京大学名誉教授、文化人類学、エリヤーデ研究）